# Václav Reischl
Václav Reischl (* 1947 in Vetrny) ist ein tschechischer Fotograf, Dokumentarfilmer, Regisseur und Drehbuchautor.
Reischl schloss 1972 sein Studium der Fotografie an der FAMU in Prag ab. 1973 übersiedelte er aus der Tschechoslowakei in die Bundesrepublik. Zusammen mit seinem früheren Kommilitonen Juraj Lipták gründete er 1978 das Fotostudio R&L sowie die Firma Bild&Filmproduktion. 1983 erhielt er ein Stipendium der Kulturstiftung Baden-Württemberg. Während er sich fotografisch auf kommerzielle Arbeiten konzentrierte, stellen seine Dokumentarfilme unabhängige Produktionen dar, mit denen er spekulative oder unterdrückte Thematiken aufgreift und zu ausdrucksstarken Filmen verarbeitet. Er lebt und arbeitet in Stuttgart.

## Filme (Auswahl)
- Der Käfer (1981)
- Die halbe Wahrheit (1984),
- Der alte Mann und die See (1986)
- Geld und Saudade (1988)
- Kolín volá Káhiru – Köln ruft Kairo (1993)
- Moshe Neufeld (2003), Auftragswerk für Gedenkstätteninitiative KZ Leonberg
- Überlebende des KZ Leonberg (2003), Auftragswerk für Gedenkstätteninitiative KZ Leonberg
- Großvater, was ist Leonberg? (2005)
- Není Hietler jako Hitler – Nicht jeder Hietler ist ein Hitler (2006),  über die früheren Bewohner von Pohoří na Šumavě
- Oba bleiba, Dokumentarfilm über die Stuttgarter Bürgerproteste gegen Stuttgart 21